# Округ Макензи (Северна Дакота)
Округ Макензи (енгл. McKenzie County) је округ у америчкој савезној држави Северна Дакота.

## Демографија
По попису из 2010. године број становника је 6.360, што је 623 (10,9%) становника више него 2000. године.
| Група             | 2000.         | 2010.         |
| Белци             | 4.419 (77,0%) | 4.746 (74,6%) |
| Афроамериканци    | 4 (0,1%)      | 8 (0,1%)      |
| Азијати           | 3 (0,1%)      | 19 (0,3%)     |
| Хиспаноамериканци | 58 (1,0%)     | 139 (2,2%)    |
| Укупно            | 5.737         | 6.360         |